# Страндский фризский диалект

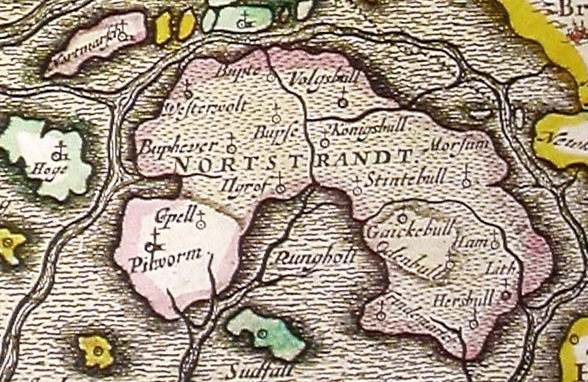
Странд на карте Яна Блау, 1662 г. Старые очертания ещё видны, но большая часть острова уже показана затопленной.

Страндский фризский диалект (с.-фриз. Strunfresk) — один из диалектов севернофризского языка. На нём изначально говорили но острове Странд, и ещё в течение некоторого времени на его остатках, островах Нордштранд и Пелльворм. Этот диалект принадлежал к континентальной группе севернофризских диалектов.

## История
Фризский язык вымер на Нордштранде в XVII веке, в то время как на Пелльворме он сохранялся до XVIII века. После наводнения Бурхарди в 1634 году беженцы принесли с собой страндский фризский диалект в Вик-ауф-Фёр, где на нём говорили до XIX века. Как и вымерший викский фризский, халлигский фризский следует рассматривать как продолжение страндского фризского.

## Произведения
Самым важным литературным памятником на страндском фризском является перевод Малого катехизиса Мартина Лютера, датированный не позже 1634 года. Кроме того, следует упомянуть Miren-söngh (утренняя песня) и Een-Söngh (вечерняя песня) проповедника Антона Хаймрайха из Нордштранда. Мы обязаны викскому пастору Кнудту Андреасу Фрерксу переводом притчи о блудном сыне на викский фризский.